# Myllenyxis zonalis
Myllenyxis zonalis är en stekelart som beskrevs av Baltazar 1961. Myllenyxis zonalis ingår i släktet Myllenyxis och familjen brokparasitsteklar. Inga underarter finns listade i Catalogue of Life.